# Moorefield (Arkansas)
Pour les articles homonymes, voir Moorefield.
Moorefield est un village situé dans l’État américain de l'Arkansas, dans le comté d'Independence.